# Eugen Ritter von Schobert
Eugen Siegfried Erich Ritter von Schobert (n. 13 martie 1883, Würzburg, Germania – d. 12 septembrie 1941, Mîkolaiiv, RSS Ucraineană, URSS) a fost general german care a luptat în cel de-al Doilea Război Mondial. El a comandat Armata a 11-a în timpul Operațiunii Barbarossa (invadarea Uniunii Sovietice). Schobert a murit atunci când avionul său de observație a aterizat pe un câmp de mine sovietic.

## Începutul carierei militare
S-a născut în orașul Würzburg din Regatul Bavariei, stat component al Imperiului German, și a primit la naștere numele Eugen Schobert. Era fiul maiorului Karl Schobert și al soției sale, Anna née Michaely. Schobert s-a înrolat în Armata Regală Bavareză în iulie 1902. A servit mai întâi în Regimentul 1 Infanterie Bavareză „König” și a urmat o pregătire de pilot militar în 1911.

## Activitatea sa în Primul Război Mondial și în perioada interbelică
În timpul Primului Război Mondial, Schobert a fost ofițer al Infanteriei Bavareze și a luptat doar pe Frontul de Vest. În timpul Ofensivei germane de primăvară din 1918 a comandat Batalionul 3 al Regimentului 1 Infanterie Bavareză. Pentru acțiunile sale din 23 martie 1918, atunci când a condus personal și cu succes batalionul său în traversarea unui canal de lângă Jussy împotriva rezistenței britanice îndârjite, a fost decorat cu Crucea de Cavaler al Ordinului Militar Max Joseph. Aceasta era cea mai înaltă distincție militară a Bavariei, comparabilă cu ordinul Pour le Mérite al Prusiei, și îi conferea un rang nobiliar deținătorului care era un om simplu. Prin urmare, Eugen Schobert a devenit Eugen Ritter von Schobert.
După Primul Război Mondial, Schobert a servit în Reichswehr și apoi în Wehrmacht, avansând treptat în ierarhia militară. A fost inspectorul infanteriei din decembrie 1933 până în septembrie 1934 și a comandat apoi Divizia 17 Infanterie și Divizia 33 Infanterie. A preluat comanda Corpului de Armată VII (VII. Armeekorps) la 4 februarie 1938.

## Al Doilea Război Mondial și moartea
În septembrie 1939 Schobert a condus Corpul de Armată VII în operațiunea de invadare a Poloniei, ca parte a unităților de rezervă ale Grupului de Armatei Sud. În mai-iunie 1940 corpul său de armată a participat, ca unitate componentă a Armatei a 17-a comandate de generalul Ernst Busch, la invadarea Belgiei și Luxemburgului și la Bătălia Franței. A fost decorat cu Crucea de Cavaler al Crucii de Fier pentru comandarea Corpului VII în străpungerea liniei Maginot și capturarea orașelor Nancy și Toul. El a rămas la comanda aceluiași corp de armată în timpul pregătirilor pentru invadarea Marii Britanii.
În septembrie 1940 Schobert a primit comanda Armatei a 11-lea. Armata a fost inclusă în Grupul de Armate Sud după declanșarea Operațiunii Barbarossa, care avea ca scop invadarea Uniunii Sovietice. A fost decorat pe 22 august 1941 cu Ordinul „Mihai Viteazul” cl. III-a „pentru destoinicia și bravura personală cu care a condus în mod strălucit operațiunile unei Armate, compusă din unități germane și române, sdrobind rezistența dușmanului și contribuind astfel la liberarea pământului românesc al Bucovinei de Nord și a Basarabiei”.
În timpul operațiunilor de luptă, din sudul Uniunii Sovietice, Schobert a murit pe 12 septembrie 1941 atunci când avionul german de observație Fieseler Storch a aterizat pe un câmp de mine sovietic. Un corespondent de război german pe nume Leo Leixner a scris o biografie a lui Schobert.
Generalul Schobert a fost decorat post-mortem pe 8 octombrie 1941 cu Ordinul „Mihai Viteazul” cl. II-a „pentru modul strălucit cu care a condus operațiunile armatei sale și bravura personală, arătată pe câmpul de luptă în războiul contra bolșevicilor”.

## Familie
Schobert s-a căsătorit cu Alice Rieder-Gollwitzer în 1921. Au avut trei copii: doi fii și o fiică. Fiul său mai mic a murit pe front în 1944, în timp ce slujea ca pilot de luptă al Luftwaffe.

## Decorații
- Crucea de Cavaler al Crucii de Fier (29 iunie 1940) în calitate de General der Infanterie și comandant al Corpului de Armată VII (VII. Armeekorps)[12]
- Ordinul Militar „Mihai Viteazul” cl. III-a (22 august 1941)[8]
- Ordinul Militar „Mihai Viteazul” cl. II-a (8 octombrie 1941)[10]
- Ordinul „Virtutea Aeronautică” de Război cu spade, clasa Cavaler, post-mortem (11 octombrie 1941)[13]

## Legături externe
- de Eugen Ritter von Schobert în Catalogul Bibliotecii Naționale a Germaniei (Informații despre Eugen Ritter von Schobert • PICA • Căutare pe site-ul Apper)
- „Goldes wert. Ein deutscher Historiker widerlegt die gängige These, die Wehrmacht habe mit den Mordaktionen der Einsatzgruppen in Rußland nichts zu tun gehabt” [A German historian disproves the common thesis that the Wehrmacht had nothing to do with the killings of the Einsatzgruppen in Russia] (în German). Der Spiegel. 13 aprilie 1981.

| Lideri militari | Lideri militari                                                              | Lideri militari                                   |
| --------------- | ---------------------------------------------------------------------------- | ------------------------------------------------- |
| Predecesor: -   | Comandantul Armatei a 11-a (11. Armee) 5 octombrie 1940 – 21 septembrie 1941 | Succesor: Generalfeldmarschall Erich von Manstein |